# Фридрих Август I Ольденбургский
Фридрих Август Гольштейн-Готторпский (нем. Friedrich August von Oldenburg; 20 сентября 1711, дворец Готторп — 6 июля 1785, Ольденбург) — князь-епископ Любекский с 15 декабря 1750 и одновременно граф с 14 декабря 1773, а позднее с 22 марта 1777 герцог Ольденбургский. Из дома Гольштейн-Готторпов.
Родной брат короля Швеции Адольфа Фредрика. Дядя Екатерины Второй (брат её матери Иоганны Елизаветы).

## Биография
Фридрих Август был шестым ребёнком в семье Кристиана Августа Шлезвиг-Гольштейн-Готторпского и Альбертины Фридерики Баден-Дурлахской.
В конце 1743 года, когда зашла речь о сватовстве племянницы с наследником российского престола, Фридрих Август лично привёз в Петербург портрет невесты, написанный прусским придворным художником Антуаном Пэном.
В 1750 году Фридрих Август унаследовал Любекское княжество-епископство с центром в Эйтинской резиденции от старшего брата, который через год должен был стать королём Швеции.
По Царскосельскому трактату 1773 года получил в дар от своего внучатого племянника Павла Петровича графства Ольденбург и Дельменхорст, преобразованные в 1777 г. в герцогство Ольденбургское.
После смерти Фридриха Августа в 1785 году герцогством за душевнобольного сына Фридриха Августа Петра Фридриха Вильгельма управлял его племянник Петер Фридрих Людвиг Ольденбургский, сын Георга Людвига.
Назван в честь Фридриха Августа I военный крест.

## Семья
21 ноября 1752 года он женился на Ульрике Фридерике Вильгельмине Гессен-Кассельской, дочери Максимилиана Гессен-Кассельского.
У Фридриха Августа было трое детей:
- Пётр Фридрих Вильгельм (1754—1823)
- Луиза Каролина (1756—1759)
- Гедвига Елизавета Шарлотта (1759—1818), супруга короля Швеции Карла XIII